# Гавёр, Збигнев
Зби́гнев Ма́рян Гавёр (пол. Zbigniew Marian Gawior; 15 декабря 1946, Лешно — 20 мая 2003, Кельце) — польский саночник, выступал за сборную Польши во второй половине 1960-х годов. Участник зимних Олимпийских игр в Гренобле, бронзовый призёр чемпионата Европы в зачёте двухместных саней, победитель многих международных турниров и национальных первенств.

## Биография
Збигнев Гавёр родился 15 декабря 1946 года в городе Лешно. Активно заниматься санным спортом начал с юных лет вместе со старшим братом Ришардом, проходил подготовку в краковском клубе «Ольша». На международном уровне дебютировал в возрасте девятнадцати лет, на юниорском чемпионате Европы на одноместных санях занял шестое место. Первого серьёзного успеха добился в 1967 году, когда они с братом завоевали бронзовую медаль на взрослом чемпионате Европы в немецком Кёнигсзе. Также в этом сезоне они побывали на чемпионате мира в шведском Хаммарстранде и в двойках тоже были близки к подиуму, заняв четвёртое место. Помимо этого, Збигнев также участвовал здесь в мужском одиночном разряде, расположился на шестнадцатой позиции.
Благодаря череде удачных выступлений братья удостоились права защищать честь страны на зимних Олимпийских играх 1968 года в Гренобле — выступили довольно неплохо, в зачёте двухместных саней расположились на шестой позиции, тогда как в одноместных санях Збигнев финишировал четвёртым (до бронзовой медали ему не хватило всего лишь 0,18 секунды). В 1969 году Збигнев Гавёр в двойках стал чемпионом Польши, однако в 1970 году во время тренировочного заезда на трассе Микушовице он потерпел крушение, получил серьёзные травмы и лишился руки, в результате чего вынужден был завершить карьеру спортсмена. Умер 20 мая 2003 года в городе Кельце.